# TOI-700 e

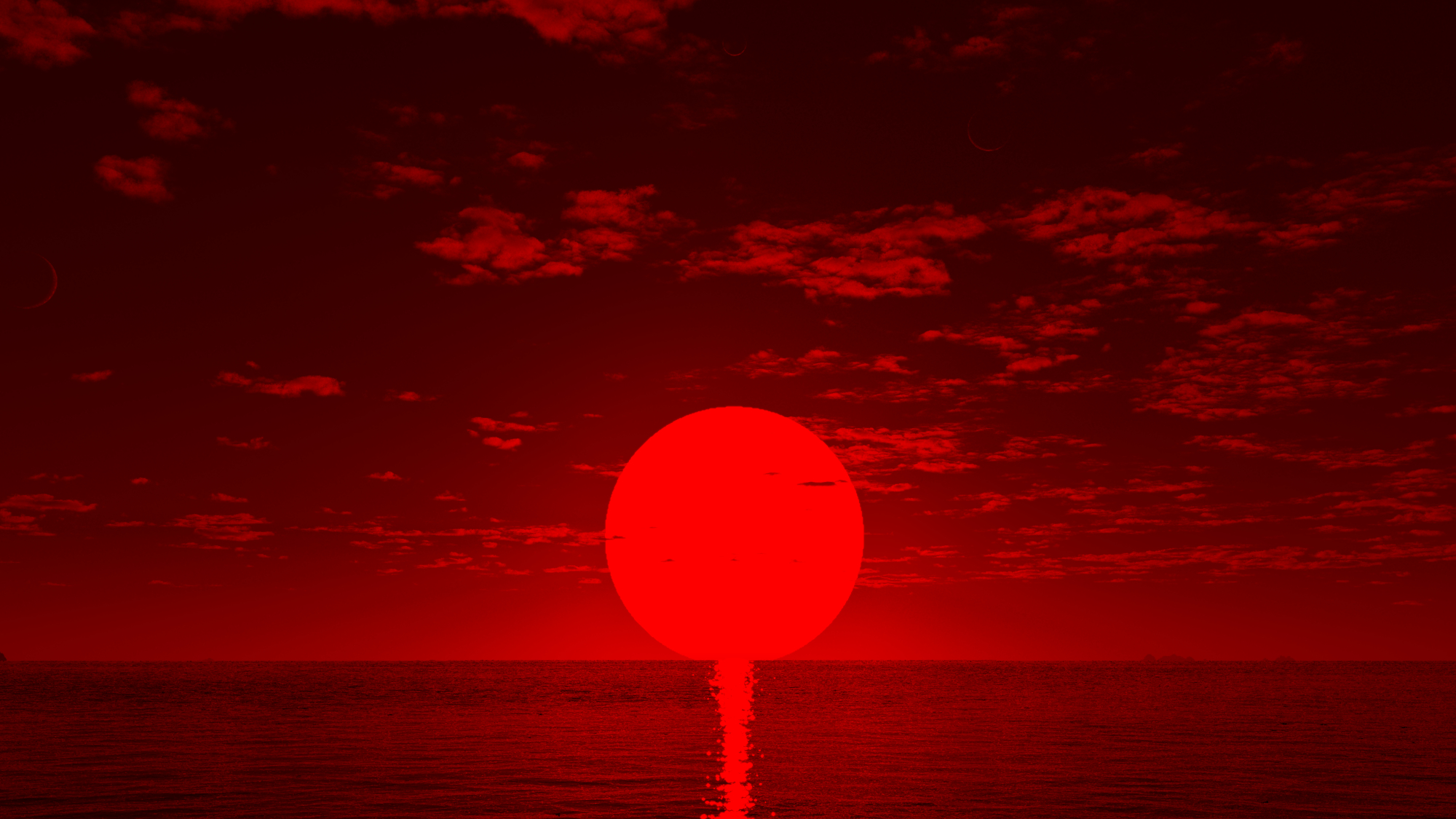
TOI-700 eの明暗境界線付近から見た「終わりのない夕日」の想像図。TOI-700 eは自転と公転の同期が発生しているとされているため、主星であるTOI-700が永遠に地平線に沈むことはない。

TOI-700 eとは、太陽系からかじき座の方向に約102光年離れた位置に存在する恒星TOI-700の周囲を公転している太陽系外惑星である。

## 発見
TOI-700系には、2020年にTOI-700 b、TOI-700 c、TOI-700 dの3つの太陽系外惑星の存在が確認されていた。
2021年11月19日、4番目となる未知の太陽系外惑星候補がTESSによるトランジット法を用いた観測で検出され「TOI-700.04」としてTESS object of interestの惑星候補として追加された。
なお、TOI-700.04のトランジット信号は最初、2021年7月31日にThreshold Crossing Event（TCE）として検出されていた。TOI-700.04の公転周期は約27.8日であり、TOI-700 dよりも主星に近い距離を公転しているとされた。その後、TESSの観測データとフォローアップ観測を利用して、TOI-700.04が惑星であることが2023年に確認された。これによりこの惑星候補には「TOI-700 e」という名称が与えられ、この確認を示す論文はarXivにて2023年1月9日に公表された。
TOI-700 eのトランジットはTOI-700 dのトランジットよりもかなり弱かったため、他の3つの惑星と同時期に発見されず、特定にはTESSによる1年の更なる観測（2020年ごろから開始された拡張ミッションによる観測）を要した。仮にTOI-700 eがもっと主星に近い軌道を公転していたり、サイズが大きかったりすれば、最初のTESSによる観測で発見されていた可能性があったとされる。

## 特徴
| 地球 | TOI-700 e |
| ---- | --------- |
| 地球 | Exoplanet |

TOI-700 eの大きさは地球の約95%で、地球型惑星である可能性が高いとされており、質量は約0.845地球質量であると予測されている。
約27.8日の公転周期を持っており、主星から0.1340天文単位離れた位置を公転している。これにより、TOI-700 eは楽観的なハビタブルゾーン内を公転しており、地球の1.27倍の日射量を受けていることが判明している。
また、自転と公転の同期が発生している可能性がある。なお、2020年に発見されたTOI-700 dがハビタブルゾーン内に存在することがわかっているため、eの発見によりTOI-700系にはハビタブルゾーン内を公転する惑星が2個存在することが判明した（また、これらはいずれも地球型惑星であるとされる）。
ただし、TOI-700 eは楽観的なハビタブルゾーン内に位置しているが、TOI-700 dは保守的なハビタブルゾーン内に位置している。これは、TOI-700 eに液体の水と大気が存在する可能性はあると言われているが、保守的なハビタブルゾーン内に位置するTOI-700 dより可能性が低いことを示している。